# Carlo Tiochet
(Carlo Tiochet, Ciribiribin)
Carlo Tiochet, pseudonimo di Carlo Alfredo Occhetti (Firenze, 1º gennaio 1863 – Torino, 3 ottobre 1912), è stato un paroliere e scrittore italiano, entrato nella storia della musica leggera italiana come autore dell'evergreen Ciribiribin.

## Biografia
Si trasferì da giovanissimo a Torino, città dove iniziò l'attività di scrittore in lingua piemontese, che imparò così bene al punto di autodefinirsi "Toscano per sbaglio".
Collaborò con diversi periodici, usando lo pseudonimo "Carlin Tiôchet" (italianizzato in "Carlo Tiochet").
Fu il fondatore del settimanale piemontese «La birichina», da lui diretto per circa vent'anni; scrisse anche alcune commedie dialettali e testi di canzoni, collaborando con il compositore Alberto Pestalozza, ad esempio 'L Lunes.
Sempre con Pestalozza scrisse nel 1898 il testo di Ciribiribin, in piemontese: la canzone, edita dalle edizioni musicali Carisch ottenne subito un immediato successo, lanciata dalla soubrette austriaca Mitzi Kirchner, e ne venne anche preparata una versione in italiano.
Nel corso degli anni la canzone verrà reincisa moltissime volte, sia da artisti italiani (Trio Lescano, Renato Carosone, Carlo Pierangeli, Claudio Villa, Mario Lanza) che stranieri (Benny Goodman, Grace Moore, Frank Sinatra, Franck Pourcel).
Dopo una malattia che lo rese infermo, decise di porre fine alla sua vita suicidandosi con un colpo di pistola al cuore all'età di 49 anni, nel suo alloggio al terzo piano di via santa Chiara 12 bis a Torino, dopo aver scritto una lettera al questore.
Tiochet fu anche un convinto cremazionista, aderente alla Società per la Cremazione torinese, e nelle sue ultime volontà espresse il desiderio di essere cremato, cosa che avvenne dopo i suoi funerali il 5 ottobre; le ceneri furono deposte al Tempio Crematorio.